# Rhinolophus subbadius
Rhinolophus subbadius — вид рукокрилих родини Підковикові (Rhinolophidae).

## Поширення
Країни проживання: Бангладеш, Китай, Індія, М'янма, Непал. Мало що відомо про середовище проживання і екологію цього виду за винятком того, що він зустрічається в густих лісах серед бамбукових згустків.

## Загрози та охорона
Вид знаходиться під загрозою через вирубки лісу, як правило, в результаті лісозаготівель і перетворення земель для сільськогосподарських цілей і видобутку корисних копалин. Цей вид не був записаний з охоронних територій.